# Bram Verbist
Pour les articles homonymes, voir Verbist.
Bram Verbist (né le 5 mars 1983 à Anvers) est un footballeur belge évoluant au poste de gardien. Il joue actuellement au Roda JC.

## Clubs
- 1999–2000 : Germinal Beerschot Anvers  Belgique
- 2000–2002 : Ajax Amsterdam  Pays-Bas
- 2002–2006 : Germinal Beerschot Anvers  Belgique
- 2006–2007 : KVK Tirlemont  Belgique
- 2006–2007 : Eendracht Alost  Belgique
- 2007–jan. 2014 : Cercle Bruges  Belgique
- jan. 2014-2014 : Brondby IF  Danemark
- depuis 2014 : Roda JC  Pays-Bas

## Palmarès
- Finaliste de la Coupe de Belgique en 2013 avec le Cercle Bruges